# Оптичен кабел
Оптичният кабел е неметален кабел, съставен от едно или няколко оптични влакна. Всяко от тях е обвито в пластмасов кожух в определен цвят, с който се означава конкретния вид на влакното. Той е по-съвременно техническо решение за пренос на информация на големи разстояния от стандартните медни коаксиални кабели, защото може да пренася по-голям обем данни с чувствително по-ниски загуби и смущения на сигнала, разстоянията за пренос са несравнимо по-дълги и има нисък риск от корозия.

## Предимства
- оптичният кабел е значително по-тънък и по-лек от електрическия със същото предназначение. Това означава, че разходите за полагането на оптичния кабел значително се намаляват;
- оптичният кабел струва значително по-малко от меден кабел със същия преносен капацитет на данни;
- проведени са успешни експерименти, при които по едно влакно със 132 оптични канала са предадени данни с обща скорост 5,28 Tbps на разстояние 120 km. Този капацитет е достатъчен, за да поддържа около 60 милиона некомпресирани телефонни разговора (64 Kbps за всеки канал). Известно е, че максималният брой телефонни обаждания в даден момент в целия свят е тридесет милиона. Оказва се, че само чрез една двойка оптични влакна може да се поеме върховият телефонен трафик в света. Повечето реализирани на практика оптични системи обаче не се стремят да направят това, тъй като е по-евтино да се ползват множество отделни влакна, отколкото усъвършенствана мултиплексна технология;
- липса на електрическа връзка. Очевидно това е много важно предимство. В една електрическа система винаги има опасност от поява на „утечки“, причиняващи сериозни проблеми в компютърните среди. Когато връзката е електрическа, често се налага да се използва изравняване на потенциалите чрез заземяване. Един малко известен проблем е, че винаги има напрежителен потенциал между ‘земя’ в различните участъци на мрежата. Освен това електрическите вериги винаги трябва да бъдат защитени от пренапрежения. Една светкавица може да причини огромни щети дори и при подземни телефонни кабели. Разбира се, оптичните кабели нямат такива проблеми, но трябва да се знае, че често оптичните кабели са укрепват с метални проводници;
- липса на електромагнитна интерференция. Тъй като връзката не е електрическа, не може да се създаде електрическа интерференция. Това означава, че в една сграда оптичните кабели могат да се поставят почти навсякъде, където електрическите биха имали проблеми. Съществува много по-голямо разнообразие в избора и начина на окабеляване. Кабелите могат да бъдат поставени в близост до течности или площи под напрежение, без да има опасност за хората или оборудването;
- разстояния между регенераторите. Тъй като сигналът преминава по комуникационната линия (оптичното влакно и други пасивни възли), той губи от мощността си и нивото на шума се повишава. Традиционният начин за възстановяване на сигнала е използването на регенератори или усилватели. При по-дългите оптични кабели разстоянието между регенераторите обикновено е 40 km. Това е около пет пъти по-голямо разстояние в сравнение със 7 – 8 km с коаксиални кабели. Броят на необходимите регенератори и заеманият от тях обем е главен фактор при определянето на цената на комуникационната система. Някои нови системи с оптични усилватели покриват разстояния около 240 km;
- отворен капацитет. Максималният преносен капацитет, който има теоретично един инсталиран оптичен кабел е много голям. Това означава, че могат да бъдат добавяни нови преносни капацитети към вече съществуващи кабели;

- По-добра защита на информацията. Въпреки това, по принцип е възможно оптичният кабел да се подслушва. Но това е много трудно и е сравнително лесно да се открият допълнителните внесени загуби от прикачена апаратура. За да се включи такава подслушвателна апаратура, е необходимо за кратко време да се прекъсне обслужването на мрежата и това от своя страна алармира операционната система за създалата се ситуация. Но съществуват точки на достъп, откъдето нарушителят може да направи подслушването.

## Недостатъци
- Първоначално по-висока цена на метър, но вече са по-евтини.
- Необходимост от по-скъпи лазерни предаватели и приемници.
- По-трудни за съединяване (сплайсване–става под микроскоп).
- Лимитирано огъване (обикновено не по-малко от 15 пъти диаметъра на кабела).
- Не могат да пренасят електричество за захранване на усилвателите, компенсиращи затихването по кабела (освен ако не е положен комбиниран кабел оптичен + захранващ).
- Необходимост от двукратно преобразуване на електричния сигнал в оптичен и обратното, поради това че всички крайни устройства работят с електрични сигнали.

Почти всички тези недостатъци са преодолени или заобиколени и комуникационните системи сега са немислими без влакнестата оптика. В много държави, както и в България, се ползва услуга „оптика до вкъщи“, която предоставя на абонатите високоскоростен интернет, телефонна линия и телевизия.